# Aias Mehmed Pașa
Aias Mehmed Pașa (1483–1539) a fost un om de stat otoman, ocupând funcția de Mare Vizir al imperiului între 1536 și 1539. Mehmed a fost un ienicer, luat din Delvina în copilărie.